# MARC-standarden
MARC är en förkortning för engelskans MAchine-Readable Cataloging. Det är en lagrings- och kommunikationsstandard för bibliografiska data som ursprungligen utvecklades under 1960-talet vid Library of Congress i USA. Standarden används i de flesta bibliotekssystem. Svenska folkbibliotek använder oftast en svensk variant från Bibliotekstjänst (BTJ-MARC), som anpassats för deras behov, medan svenska forskningsbibliotek sedan 2002 använder den internationella MARC 21-standarden.
En katalogpost i MARC-formatet är i princip uppbyggd av ett antal fält som i sin tur kan delas in i delfält. Till exempel kan fältet 245, Titel och upphov, se ut så här:
245 10 $a Gösta Berlings saga / $c Selma Lagerlöf
$a och $c markerar att ett nytt delfält börjar. Delfält $a heter huvudtitel och $c innehåller upphovsuppgiften. 10 kallas indikatorer och ger fälten vissa speciella egenskaper. På detta sätt byggs katalogposter upp undan för undan. Andra fält fogas därefter till posten, till exempel 264 för utgivning, 300 för fysisk beskrivning (sidantal) och så vidare.